# Ahlershorst
Der Ahlershorst ist ein Naturschutzgebiet in der Ortschaft Drangstedt der niedersächsischen Stadt Geestland im Landkreis Cuxhaven.

## Allgemeines
Das Naturschutzgebiet mit dem Kennzeichen NSG LÜ 123 ist rund 15 Hektar groß. Ein 4,5 Hektar großer Teil des Waldes wurde 1999 als Naturwaldreservat ausgewiesen. Das Gebiet steht seit dem 2. August 1985 unter Naturschutz. Zuständige untere Naturschutzbehörde ist der Landkreis Cuxhaven.

## Beschreibung
Das Naturschutzgebiet liegt östlich von Drangstedt und stellt einen Buchenmischwald unter Schutz. Der Wald ist als Flattergras-Buchenwald mit Übergängen zum Drahtschmielen-Buchenwald und zum Buchen-Eichenwald ausgebildet.
Das Gebiet ist in zwei Zonen eingeteilt. In der Zone 1, die sich im Südwesten und im Norden – hier ist sie durch die noch von Museumsbahnen genutzten Bahnstrecke Bremerhaven–Bederkesa vom übrigen Schutzgebiet getrennt – des Schutzgebietes befindet, soll sich der Wald ungestört entwickeln können. In der Zone 2 im übrigen Naturschutzgebiet steht die Erhaltung und Entwicklung eines naturnahen Eichen-Buchenwaldes im Vordergrund.